# François Antoine Freire-Pego
François Antoine Freire-Pego, né le 29 août 1776 à Almeida (Portugal), vivait encore le 1er janvier 1827, est un général portugais de la révolution et de l’Empire.

## États de service
Il entre en service le 4 avril 1797 comme capitaine au régiment d’Almeida, dans l’armée royal portugaise, il est nommé major le 19 octobre 1798.
En 1801, il rejoint l’armée française et participe  aux campagnes napoléoniennes, et le 13 mai 1802, il est élevé au grade de lieutenant-colonel.
Le 24 juin 1807, il est nommé colonel, et le 1er avril 1808, il est affecté au 3e régiment d’infanterie de la légion Portugaise. Il participe à la campagne d'Allemagne et d'Autriche.
Le 22 février 1812, il commande le 1er régiment d’infanterie de la légion portugaise, et il fait la campagne de Russie. Il est fait officier de la Légion d’honneur le 2 septembre 1812.
Il est promu général de brigade le 3 mars 1813, rétrospectivement au 18 octobre 1812, date où il est fait prisonnier par les russes.
Le 27 février 1815, il réintègre l’armée française, et le 6 mars 1815, il demande sa démission, qui est acceptée le 19 mai 1815. 
Le 3 août 1815, il est de retour au Portugal.

## Sources
- (en) « Generals Who Served in the French Army during the Period 1789 - 1814: Eberle to Exelmans »
- Thierry Pouliquen, « Les généraux français et étrangers ayant servis [sic] dans la Grande Armée » (consulté le 11 novembre 2013)
- (pl) « Napoléon.org.pl »